# Tim Mitchison
Pour les articles homonymes, voir Mitchison.
Timothy John Mitchison est biologiste cellulaire et biologiste des systèmes et professeur Hasib Sabbagh de biologie des systèmes à la Harvard Medical School aux États-Unis ,,. Il est connu pour sa découverte, avec Marc Kirschner, de l'instabilité dynamique dans les microtubules ,, pour les études du mécanisme de la division cellulaire, et pour ses contributions à la biologie chimique .

## Éducation
Mitchison fait ses études à la Haberdashers' Aske's Boys' School et obtient son baccalauréat ès arts en biochimie à l'Université d'Oxford où il est étudiant de premier cycle au Merton College d'Oxford de 1976 à 1979. Il part à l'Université de Californie à San Francisco (UCSF) en 1979 pour son doctorat qui est supervisé par Marc Kirschner et étudie l'instabilité dynamique des Microtubules .

## Carrière et recherche
Mitchison retourne au Royaume-Uni pour des recherches postdoctorales au National Institute for Medical Research (NIMR) de Londres. En 1988, il retourne à San Francisco où il est nommé professeur assistant à l'UCSF . En 1994, il écrit un article d'opinion pour la revue Chemistry & Biology intitulé "Vers une génétique pharmacologique" qui contribue à lancer le domaine de la génétique chimique . En 1997, il part à l'Université Harvard pour devenir codirecteur de l'Institut de chimie et de biologie cellulaire de la Harvard Medical School , où il est le pionnier du dépistage basé sur le phénotype , en découvrant la petite molécule monastrol - la première petite molécule inhibiteur de la Mitose qui ne cible pas la tubuline. Il démontre que le monastrol inhibe la kinésine-5, une protéine motrice. En 2003, il devient vice-président du nouveau département de biologie des systèmes, présidé par Marc Kirschner ,. Il travaille sur des aspects de la biologie mésoéchelle  dont l'auto-organisation du cytosquelette , et du cytoplasme ,. Il collabore étroitement avec Christine Field sur le mécanisme de la cytokinèse ,,.
Mitchison est élu membre de la Royal Society (FRS) en 1997 pour ses "contributions substantielles à l'amélioration des connaissances naturelles"  et est président de l'American Society for Cell Biology (ASCB) en 2010 . Il est élu membre de l'Académie nationale des sciences des États-Unis en 2014  et prononce la conférence Keith R. Porter en 2013.

## Vie privée
Mitchison est marié à la scientifique Christine M. Field avec qui il adopte deux enfants . Mitchison vient d'une famille de biologistes distingués : il est le fils d'Avrion Mitchison, le neveu de Denis Mitchison et Murdoch Mitchison, le petit-neveu de John Burdon Sanderson Haldane  et l'arrière-petit-fils de John Scott Haldane. Il est le petit-fils de l'homme politique Dick Mitchison et de l'écrivaine Naomi Mitchison (née Haldane) . Sa sœur cadette Hannah M. Mitchison est également biologiste .